# Jardín y casa Paca
La William Paca House (una vez conocida como Carvel Hall) es una mansión Georgiana del siglo XVIII en Annapolis, Maryland, Estados Unidos. 
William Paca fue uno de los signatarios de la Declaración de Independencia de los Estados Unidos y Gobernador de Maryland durante tres legislaturas. La casa fue edificada entre 1763 y 1765 y su arquitectura fue diseñada en gran parte por el mismo Paca. El jardín con muro, de 2 acres (8,100 m²) de extensión, que incluye una casa de verano de dos habitaciones, ha sido restaurado y recuperado su antiguo esplendor, con plantaciones de especies vegetales que eran habituales en la época.
La "William Paca House and Garden" fue declarada un National Historic Landmark en 1971.
El diseño original de un salón recibidor y pabellones de cocina, y su conexión mediante corredores, fueron modificados en el siglo XIX con la conversión de la casa a un hotel, por un segundo piso añadido a los corredores y el ala oeste . Estos cambios ya han sido enmendados, y el edificio se aproxima a su aspecto original hacia el exterior, tanto por dentro como por fuera.

## Historia
En 1780, Paca vendió la casa a "Thomas Jenings", el fiscal general de Maryland. 

### Carvel Hall
La casa y los terrenos fueron adquiridos por la "Annapolis Hotel Corporation", y la casa se convirtió en el vestíbulo y salas de conferencias para un nuevo hotel construido en el jardín inmediato en la parte trasera. El hotel, conocido como "Carvel Hall," se abrió con doscientas habitaciones en 1906. Pero, para 1964, un desarrollo de uso mixto fue propuesto para el sitio que consistía en demoler la casa y el hotel y poner un rascacielos en su lugar

### Restauración
Después de que los planes para demoler Carvel Hall se dieran a conocer al público, la casa fue adquirida por "Historic Annapolis, Inc." (más tarde la Fundación Histórica Annapolis, o HAF), y la propiedad circundante (jardín) fue adquirida por el Estado de Maryland en 1965. Los añadadidos fueron retirados entre 1966 a 1967 y la propiedad fue transferida a la "Maryland Historical Trust. La propiedad es administrada por la Fundación Histórica de Annapolis, y está abierto al público para visitas guiadas de la casa y autoguiadas por el jardín a lo largo de todo el año.

## Descripción
La Casa Paca es una casa georgiana de cinco cuerpos. La estructura de bloques comprende un bloque central de 2-1/2 cuerpos con un sótano elevado, flanqueado por pabellones simétricos 1-1/2 cuerpo final conectado a la estructura central por el cuerpo de 1-1/2 corredores. El interior es un vestíbulo plano del pabellón central con dos habitaciones a cada lado del vestíbulo. La carpintería original permanece sólo en el vestíbulo central, sala de escalera y el salón del oeste, incluyendo la escalera original de balaustrada china Chippendale.

## Galería

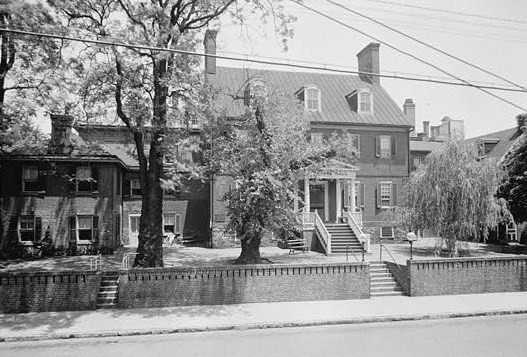
PACA House, HABS foto, Junio de 1936
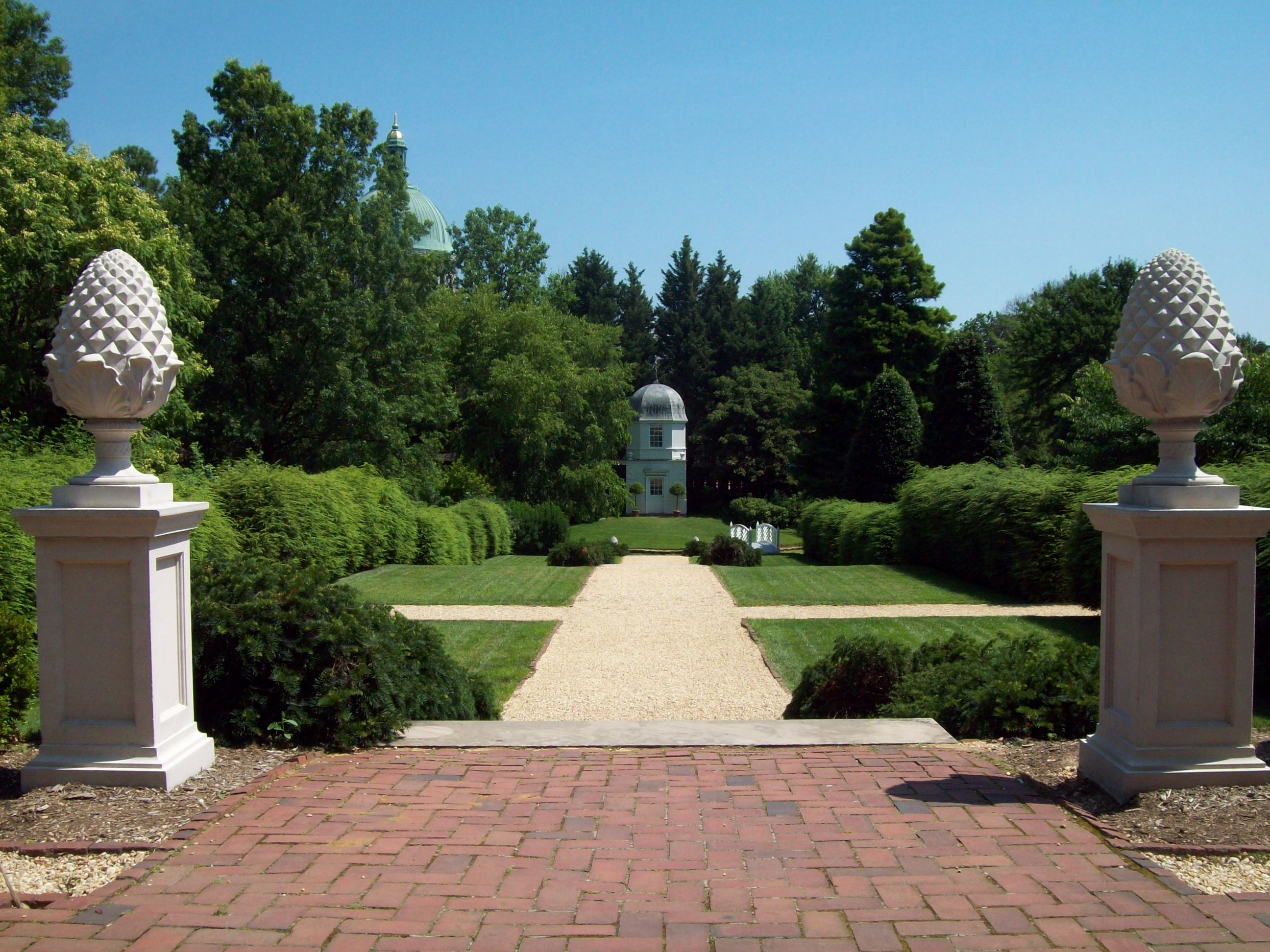
Paca House Garden, Vista del paseo central, Julio de 2009
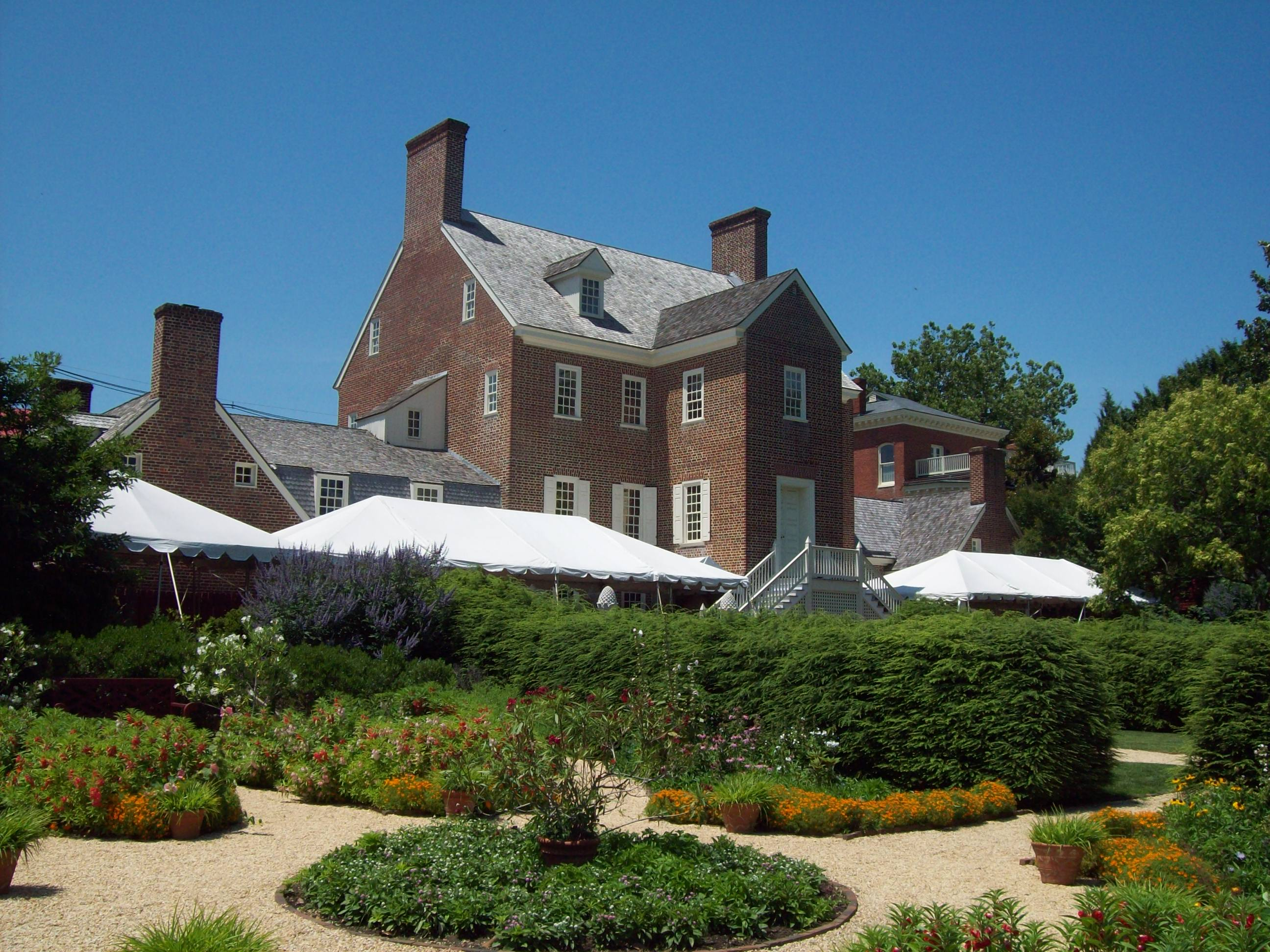
Paca House Garden, Vista de la casa desde el jardín, Julio 2009